# Paramirim
Paramirim is een gemeente in de Braziliaanse deelstaat Bahia. De gemeente telt 20.870 inwoners (schatting 2009).